# Elementary OS
elementary OS is een op Ubuntu gebaseerde Linuxdistributie, ontwikkeld onder leiding van Danielle Foré.
De focus van elementary OS ligt op een consistente en simpele desktopomgeving.

## Versies
De eerste versie, elementary OS Jupiter, kwam begin 2011 uit. Daarna, in augustus 2013, volgde elementary OS Luna. Voordat de eerste versie van het OS uitkwam, was elementary al bekend vanwege het veelgebruikte gtk-thema en het icoonthema dat ook de basis vormde voor het Ubuntu-icoonthema. Versie 0.3, codenaam Freya, werd uitgebracht op 11 april 2015. Deze versie bevat onder meer UEFI-ondersteuning.
Versie 0.4 heeft de codenaam Loki. Deze is gebaseerd op Ubuntu-versie 16.04. De eerste bètaversie van Loki kwam uit op 13 juni 2016, de tweede op 16 juli 2016 en de officiële release was op 9 september 2016.

## Versiegeschiedenis
| Versie | Codenaam | Uitgavedatum     | Gebaseerd op                | Status                       |
| ------ | -------- | ---------------- | --------------------------- | ---------------------------- |
| 0.1    | Jupiter  | 31 maart 2011    | Ubuntu 10.10                | Oude versie                  |
| 0.2    | Luna     | 10 augustus 2013 | Ubuntu 12.04 LTS            | Oude versie                  |
| 0.3    | Freya    | 11 april 2015    | Ubuntu 14.04 LTS (trusty)   | Oude versie                  |
| 0.3.1  | Freya    | 3 september 2015 | Ubuntu 14.04 LTS (trusty)   | Oude versie                  |
| 0.3.2  | Freya    | 9 december 2015  | Ubuntu 14.04 LTS (trusty)   | Oude versie                  |
| 0.4    | Loki     | 9 september 2016 | Ubuntu 16.04 LTS (xenial)   | Oude versie                  |
| 0.4.1  | Loki     | 17 mei 2017      | Ubuntu 16.04.2 LTS (xenial) | Oude versie                  |
| 5.0    | Juno     | 16 oktober 2018  | Ubuntu 18.04 LTS (bionic)   | Oude versie                  |
| 5.1    | Hera     | 3 december 2019  | Ubuntu 18.04 LTS (bionic)   | Oude versie                  |
| 6.0    | Odin     | 10 augustus 2021 | Ubuntu 20.04 LTS            | Oude versie, nog ondersteund |
| 6.1    | Jólnir   | 20 december 2021 | Ubuntu 20.04 LTS            | Oude versie, nog ondersteund |
| 7.0    | Horus    | 31 januari 2023  | Ubuntu 22.04 LTS            | Oude versie, nog ondersteund |
| 7.1    | Horus    | 3 oktober 2023   | Ubuntu 22.04 LTS            | Huidige versie               |